# Судно промысловой разведки
Судно промысловой разведки — вспомогательное судно морского гражданского флота, основной задачей которого является поиск и наблюдение за крупными скоплениями объектов рыболовного промысла. Для выполнения этих задач суда промысловой разведки несут на себе специальное оборудование для ведения исследовательской работы, океанографические лебёдки и имеют в составе команды штат научных сотрудников от 5 до 10 человек.

## Устройство и задачи
Традиционно суда промысловой разведки конструируются на проектной основе обычных судов добывающего флота, то есть на них сохраняется весь спектр типового судового оборудования и базовых промысловых устройств. Однако, их дополнительное специализированное оснащение размещается за счёт уменьшения тех грузовых и производственных помещений, которые предназначены для обычного промысла.
Как правило, суда промысловой разведки занимаются решением задач перспективной промысловой разведки, а именно: изучением путей миграции биологических ресурсов (косяков рыбы, моллюсков, водорослей, ракообразных и т.д) и условий их образования, поиском новых объектов или районов промысла, оценкой их объёмов и т. п.
Кроме этого, на них могут возлагаться функции судов оперативной промысловой разведки, то есть — разработка практических рекомендаций по расположению сил рыболовецкого флота, наведение промысловых судов на обнаруженные скопления биологических ресурсов, наблюдение за гидрометеорологической обстановкой в районах промысла и т. п.